# 福爾曼冰川
福爾曼冰川（英語：Foreman Glacier）是南極洲的冰川，位於亞歷山大一世島北部，流經阿弗爾山脈，最終注入帕萊斯特里納冰川，由英國探險隊測量。
69°18′S 71°22′W / 69.300°S 71.367°W